# フルポテンシャル
フルポテンシャル（英: full potential）とは、バンド計算において、一般の形状のポテンシャルにバンド計算手法を対応させることである。
APW法、LAPW法、LMTO法、KKR法の各バンド計算手法では、球対称なマフィンティンポテンシャルを使用している。しかし、現実のポテンシャルの形状は球対称とみなせない場合があり、この場合精度上、計算上の制約は大きい。この球対称であるという制約を受けずに一般の形状のポテンシャルに、これらバンド計算手法を対応させることがフルポテンシャル化である。
フルポテンシャル化によりそれぞれの計算手法の略称表記は次のようになる。
- LAPW→FLAPW
- LMTO→FP-LMTO
- KKR→FP-KKR